# Ясний (пускова база)

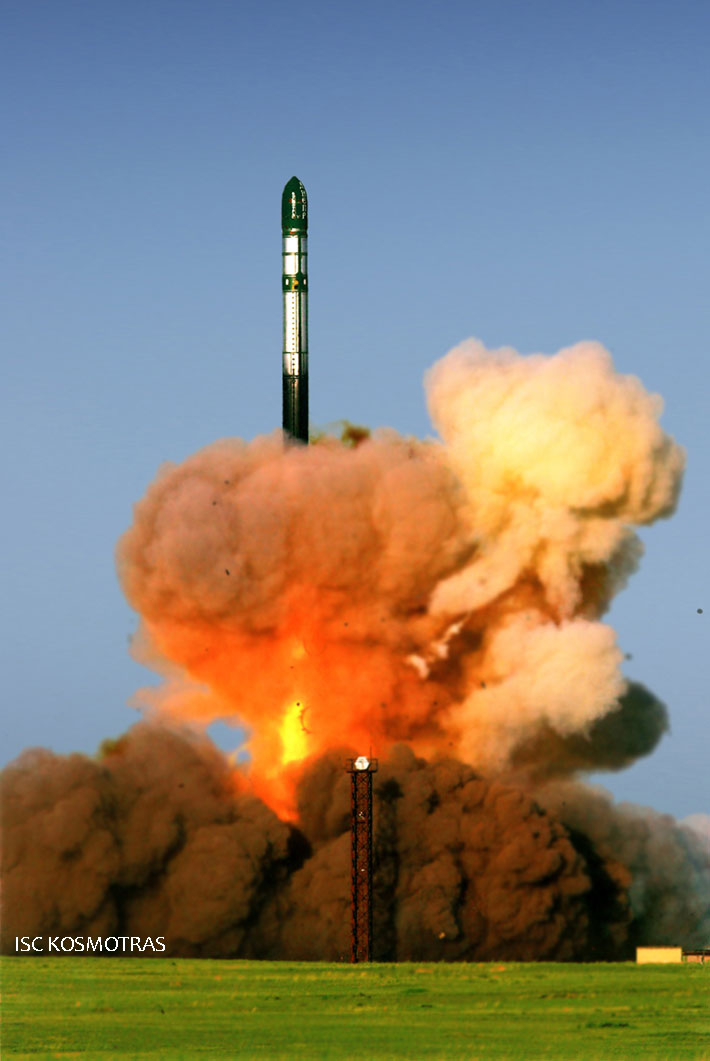
Ясний. Пуск РН РС-20

50°48′00″ пн. ш. 59°31′00″ сх. д. / 50.8° пн. ш. 59.51666667° сх. д.
«Домбаровський», «Ясний» — російський космодром, розташований на території позиційного району «Домбаровський» РВСП в Ясненському районі Оренбурзької області Росії. Використовувався для запуску космічних апаратів українською ракетою-носієм «Дніпро». Експлуатант космодрому — міжнародна компанія «Космотрас».
Це п'ятий космодром Росії (після Плесецьку, Свободного і полігону Капустін Яр) та перспективного Східного. Перший космічний пуск звідси був здійснений 12 липня 2006 року, коли стартувала о 19 годині 53 хвилини за київським часом ракета-носій РС-20 «Воєвода» вивела на навколоземну орбіту американський супутник «Genesis I».
Росія у 2008 році здійснила 27 запусків ракет-носіїв, зберігши за собою перше місце у світі за кількістю пусків і перевершивши свій власний показник за 2007 року. Більшість (19) з 27 запусків виконані з космодрому Байконур, шість — з космодрому Плесецьк (Архангельська область). По одному космічному старту здійснено з пускової бази «Ясний» (Домбаровський) (Оренбурзька область) і полігону Капустін Яр. — Прес-служба Роскосмоса

## Статистика запусків
| №  | Дата               | Час        | Вантаж | Ракета-носій | Статус |
| -- | ------------------ | ---------- | --- | ------------ | ------ |
| 1  | 12 липня, 2006     | 18:53(MSK) | Genesis Pathfinder 1 | Дніпро       | вдало  |
| 2  | 28 червня, 2007    |            | Genesis Pathfinder 2 | Дніпро       | вдало  |
| 3  | 1 жовтня, 2008     |            | THEOS | Дніпро       | вдало  |
| 4  | 15 червня, 2010    |            | БПА-1, PRISMA, PICARD | Дніпро       | вдало  |
| 5  | 17 серпня, 2011    |            | Січ-2, БПА-2, NigeriaSat-2, NigeriaSat-X, Rasat, EduSat, Space Quest AprizeSat-5, AprizeSat-6                                                                        | Дніпро       | вдало  |
| 6  | 22 серпня, 2013    |            | KOMPSAT-5 | Дніпро       | вдало  |
| 7  | 21 листопада, 2013 |            | DubaiSat-2, SkySat-1, GOMX-1, WNISat, BRITE-Poland, контейнери ISIpod                                                                                                | Дніпро       | вдало  |
| 8  | 20 червня, 2014    |            | КазЕОСат, Деймос-2, ТаблетСат-Аврора, БагСат-4, УніСат-6, Брайт-Торонто, Брайт-Монреаль, Ходойосі-3, Ходойосі-4, СаудіСат-4, контейнери «КвадПак» з апаратами КубСат | Дніпро       | вдало  |
| 9  | 6 листопада, 2014  |            | ASNARO, 4 мікросупутника | Дніпро       | вдало  |
| 10 | 26 березня, 2015   |            | KompSat-3А | Дніпро       | вдало  |